# Pettisville
Pettisville – jednostka osadnicza w Stanach Zjednoczonych, w stanie Ohio, w hrabstwie Fulton.